# Ventotene (eiland)

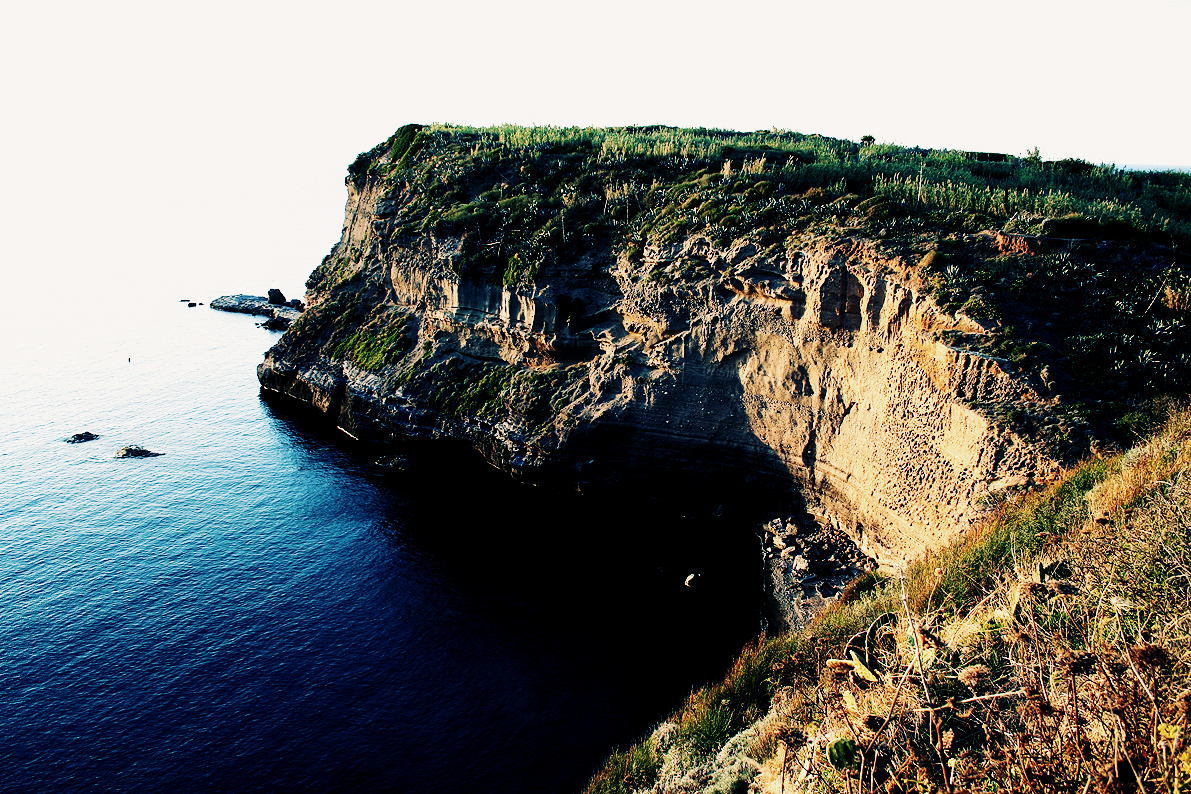
De kustlijn van Ventotene

Ventotene (Italiaans: Isola di Ventotene, in de oudheid ook Pandataria en Pandateria) is een Italiaans eiland in de Pontijnse Archipel.

## Geografie
Ventotene behoort tot de provincie Latina in de regio Lazio. Het ligt in de Tyrreense Zee voor de westkust van Campania, niet ver van Napels. Ventotene valt in zijn geheel onder de gelijknamige gemeente Ventotene. Ook het naburige eiland Santo Stefano behoort tot deze gemeente. Het eiland is van vulkanische oorsprong. Het heeft een lengte van drie kilometer en kent een maximale breedte van ongeveer 800 meter.

## Geschiedenis
Het eiland deed onder de eerste principes van de Julisch-Claudische dynastie dienst als verbanningsoord. Vooral vrouwen werden hiernaartoe gestuurd: Iulia Caesaris maior, Vipsania Agrippina maior en Claudia Octavia. Op Ventotene zijn diverse ruïnes van villa's en aquaducten uit de Romeinse tijd terug te vinden.
Tussen 1939 en 1943 was het eiland ten tijde van het fascisme opnieuw ingericht als gevangenenoord. Op het toppunt werden hier 700 politieke vijanden van Benito Mussolini vastgehouden, waaronder 400 communisten. Zo werden de politici Luigi Longo en Altiero Spinelli hier vastgehouden. Laatstgenoemde schreef hier met Ernesto Rossi het Ventotene Manifesto, dat het idee van een federaal Europa na de oorlog bepleitte.
Museum Huis van De Gasperi (Pieve Tesino) ·
Fort Cadine (Trente) ·
Archeologische vondsten in Ostia Antica (Ostia) ·
Eiland Ventotene (Ventotene) ·
Sant'Anna di Stazzema (Stazzema)